# Краковский, Михаил Александрович
Михаил Александрович Краковский (5 августа 1929, Ленинград, СССР) — советский журналист, писатель и сценарист.

## Биография
Родился 5 августа 1929 года в Ленинграде.
В родном городе встретил Великую Отечественную войну и блокаду. В 14 лет, школьником, 18.12.1943 награждён медалью «За оборону Ленинграда».
В 1946 году проступил на керамический факультет Высшего художественно-промышленного училища имени В. И. Мухиной, который он окончил в 1951 году. Практически одновременно с этим увлёкся сценарной деятельностью, написал ряд рассказов посвящённых альпинизму, а также ряд сценариев для театральных постановок.

## Награды
Награждён медалью «За оборону Ленинграда» (1943). Серия и номер удостоверения: АБ-27918. Номер решения о награждении:
№ 105 п. 12.

## Фильмография

### Сценарист
- 1961 — Раздумья